# Манса Муса III
Манса Муса III (д/н — бл. 1440) — 19-й манса імперії Малі у 1400/1404—1440 роках.

## Життєпис
Походив з династії Кейта. Про батьків якісь певні відомості відсутні. Звався спочатку Серебанджугу. Разом з молодшим братом Гбере відзначився у війні проти фульбе в регіоні Васулу, які вдерлися до малійської області Діома (північний захід сучасного Кот-д'Івуару). Своїми перемогами здобув пошану та підтримку. Це дозволило кинути виклик мансі Магану III, якого між 1400 та 1404 роками було повалено.
За час правління Муси III імперія Малі продовжувала занепадати, від неї відійшли західні та східні області. Втім найбільшу небезпеку становило протистояння з державою Гао. Воно тривала другу половину володарювання цього манси.
Цим скористалися туареги, що здобули самостійність, а 1430 року загони туарегів на чолі із вождем Акілом захопили Тімбукту, 1432 року — Уалату. Водночас держава текрур (на заході) також здобула самостійність до 1435 року. Втім влада манси в області Баті (сучасна Гамбія) ще зберігалася.
Помер Муса III близько 1440 року. Йому спадкував брат Улі II.